# Amboim
Amboim é um município da província do Cuanza Sul, em Angola, com sede situada na cidade da Gabela. Em linha reta, a sede municipal dista cerca de 70 km do porto marítimo mais próximo, sendo que por via rodoviária está a 89 km de Sumbe e a 126 km de Porto Amboim.
Tem 1 730 km² e cerca de 193 mil habitantes. É limitado a norte pelo município de Quilenda, a leste pelo município de Ebo, a sul pelo município de Conda, e a oeste pelo município de Porto Amboim.
O município é constituído pela comuna-sede, correspondente à cidade de Gabela, e pela comuna de Assango. Extra-oficialmente ainda subdivide-se nas regiões-vilas de Salinas, Honga e Boa Entrada.
A região do Amboim é um exemplo notável de exuberante vegetação, irrigada, montanhosa (altitudes de 400 a 1000 metros) com os seus magníficos palmares, cafezais de qualidade superior, e florestas de apreciáveis essências.

## História
Antes da ocupação europeia, há registos de que os povos da região dedicavam-se ao comércio do marfim, da cera e da borracha, com as trocas se dando principalmente pelo escambo ou pelo sal.
Devido à resistência dos povos do interior do Cuanza Sul, os seles, a ocupação do planalto do Amboim só começou a concretizar-se no fim do século XIX, com os primeiros europeus a ocuparem o interior do município Amboim, em 1888, sendo os comerciantes Ernesto da Silva Melo e António José Dantas; outro importante comerciante português que veio para o planalto, em 1892, foi Semião Pinto, que iniciou as primeiras plantações de café.
Em 1922 eram já dignas de relevo as plantações da Companhia de Amboim, Marques Seixas & Companhia, Companhia do Cuanza Sul, além da Horta & Companhia. Também, tendo chegado a Angola em 1893, constituiu Bernardino Correia, em 1922, a Companhia Agrícola de Angola (C.A.D.A.), que foi o maior conjunto cafeeiro do território.